# Viacamp y Litera
Viacamp y Litera – gmina w Hiszpanii, w prowincji Huesca, w Aragonii, o powierzchni 107,74 km². W 2011 roku gmina liczyła 51 mieszkańców.